# Berndt Ostendorf
Berndt Ostendorf (* 8. April 1940 in Langförden; † 18. Oktober 2024 in München) war ein deutscher Anglist, Amerikanist und Hochschullehrer.

## Leben und Wirken
Berndt Ostendorf studierte Anglistik, Geschichte und Philosophie an der Universität Freiburg/Br., außerdem an der University of Glasgow und der University of Pennsylvania. In Freiburg promovierte er 1969 mit einer Arbeit aus dem Gebiet der Amerikanistik. Dort war er dann ab 1969 zunächst als wissenschaftlicher Assistent, ab 1972 als Wissenschaftlicher Rat tätig. Seine Habilitation erfolgte 1976. Zunächst war er als Professor an der Universität Frankfurt/M. tätig (1976 bis 1981). Von 1981 bis 2004 lehrte er als Professor für Nordamerikanische Kulturgeschichte an der Universität München. Gastdozenturen bzw. -professuren hatte er an der University of Massachusetts (1970/71), der Harvard University (1976) und der University of New Orleans (1989) inne. In der Deutschen Gesellschaft für Amerikastudien bekleidete er verschiedene leitende Ämter. Außerdem arbeitete er bei der Bayerischen Amerika-Akademie mit.
In seinen zahlreichen Veröffentlichungen beschäftigte sich Ostendorf vor allem mit der amerikanischen Kulturgeschichte, dem Multikulturalismus und der afro-amerikanischen Literatur.

## Veröffentlichungen (Auswahl)
- Der Mythos in der Neuen Welt. Eine Untersuchung zum amerikanischen Myth Criticism  (= Anglistik und Amerikanistik, Bd. 2). Thesen-Verlag, Frankfurt/M. 1971, ISBN 3-7677-0005-0 (= Dissertation Universität Freiburg/Br.).
- Black poetry, blues, and folklore. Double consciousness in Afro-American oral culture. In: Amerikastudien, Bd. 20 (1975), S. 209–259.
- Die afro-amerikanische Literatur nach 1945. Tendenzen und Aspekte. In: Hans Bungert (Hrsg.). Die amerikanische Literatur der Gegenwart. Aspekte und Tendenzen. Reclam, Stuttgart 1977, S. 128–153.
- Black literature in white America (= Harvester studies in contemporary literature and culture, Bd. 7). Harvester Press, Brighton 1982, ISBN 0-7108-0041-X.
- (Hrsg.): Amerikanische Gettoliteratur. Zur Literatur ethnischer, marginaler und unterdrückter Gruppen in Amerika (= Impulse der Forschung, Bd. 42). Wissenschaftliche Buchgesellschaft, Darmstadt 1983, ISBN 3-534-08127-7.
- Die amerikanische Literatur. Geschichte und Geschichtsmythen der frühen Republik. In: Norbert Altenhofer/Alfred Estermann (Hrsg.): Europäische Romantik. Bd. 3: Restauration und Revolution (= Neues Handbuch der Literaturwissenschaft, Bd. 16). Aula-Verlag, Wiesbaden 1985, S. 551–618, ISBN 3-89104-064-4.
- Der Preis des Multikulturalismus. In: Merkur, Bd. 46 (1992), Nr. 514–525, S. 846–862.
- (Hrsg.): Multikulturelle Gesellschaft. Modell Amerika? Fink, München 1994, ISBN 3-7705-2924-3.
- Der amerikanische Traum in der Krise? In: Internationale Politik, Bd. 51 (1996), H. 5, S. 10–19.
- Why is American popular culture so popular? In: Amerikastudien, Bd. 46 (2001), H. 3, S. 339–366.
- (Hrsg.): Transnational America. The fading of borders in the Western hemisphere (= Publikationen der Bayerischen Amerika-Akademie, Bd. 2). Winter, Heidelberg 2002, ISBN 3-8253-1391-3.
- (Mithrsg.): Iconographies of power. The politics and poetics of visual representation (= American studies, Bd. 108). Winter, Heidelberg 2003, ISBN 3-8253-1533-9.
- (Hrsg., mit Ulla Haselstein): Cultural interactions. Fifty years of American studies in Germany (= American studies, Bd. 118). Winter, Heidelberg 2005, ISBN 3-8253-5079-7.
- (K)eine säkulare Gesellschaft? Zur anhaltenden Vitalität der amerikanischen Religionen. In: Manfred Brocker (Hrsg.): God bless America. Politik und Religion in den USA. Wissenschaftliche Buchgesellschaft, Darmstadt 2005, S. 13–31, ISBN 3-534-18226-X.
- New Orleans. Creolization and all that Jazz (= Transatlantica, Bd. 7). Studienverlag, Innsbruck 2012, ISBN 978-3-7065-5209-7.
- (mit Wolfgang Rathert): Musik der USA. Kultur- und musikgeschichtliche Streifzüge. Wolke, Hofheim 2018, ISBN 3-95593-112-9.